# Атлетика на Летњим параолимпијским играма 2016 — бацање чуња за жене
Бацање чуња за жене, била је једна од 29 дисциплина атлетског програма на Летњим параолимпијским играма 2016. у Рио де Жанеиру, Бразил. Такмичење је одржано 9. и 11. септембра  на Олимпијском стадиону Жоао Авеланж.

## Земље учеснице
Учествовало је 14 такмичарки из 7 земаља.
1. Алжир (1)
2. Јамајка (1)
3. САД (3)
4. Тунис (2)
5. Уједињени Арапски Емирати (2)
6. Уједињено Краљевство (4)
7. Украјина (1)

## Рекорди пре почетка такмичења
(стање 8. септембра 2016)

### Класа Ф32
| Рекорди пре почетка Параолимпијских игара 2016.     | Рекорди пре почетка Параолимпијских игара 2016. | Рекорди пре почетка Параолимпијских игара 2016. | Рекорди пре почетка Параолимпијских игара 2016. | Рекорди пре почетка Параолимпијских игара 2016. | Рекорди пре почетка Параолимпијских игара 2016. |
| --------------------------------------------------- | ----------------------------------------------- | ----------------------------------------------- | ----------------------------------------------- | ----------------------------------------------- | ----------------------------------------------- |
| Светски рекорд                                      | 23,43                                           | Моуниа Гасми                                    | Алжир                                           | Дубаи, Уједињени Арапски Емирати                | 17. март 2016.                                  |
| Рекорди после завршених Параолимпијских игара 2016. |                                                 |                                                 |                                                 |                                                 |                                                 |
| Светски рекорд                                      | 26,93                                           | Мароуа Брахми                                   | Тунис                                           | Рио де Жанеиро, Бразил                          | 9. септембар 2016.                              |
| Параолимпијски рекорд                               | 26,93                                           | Мароуа Брахми                                   | Тунис                                           | Рио де Жанеиро, Бразил                          | 9. септембар 2016.                              |

### Класа Ф51
| Рекорди пре почетка Параолимпијских игара 2016.     | Рекорди пре почетка Параолимпијских игара 2016. | Рекорди пре почетка Параолимпијских игара 2016. | Рекорди пре почетка Параолимпијских игара 2016. | Рекорди пре почетка Параолимпијских игара 2016. | Рекорди пре почетка Параолимпијских игара 2016. |
| --------------------------------------------------- | ----------------------------------------------- | ----------------------------------------------- | ----------------------------------------------- | ----------------------------------------------- | ----------------------------------------------- |
| Светски рекорд                                      | 22,75                                           | Џоана Батерфилд                                 | Велика Британија                                | Гросето, Италија                                | 15. јун 2016.                                   |
| Параолимпијски рекорд                               | 13,64                                           | Кетрин О'Нил                                    | Ирска                                           | Лондон, Уједињено Краљевство                    | 1. септембар 2012.                              |
| Рекорди после завршених Параолимпијских игара 2016. |                                                 |                                                 |                                                 |                                                 |                                                 |
| Светски рекорд                                      | 22,81                                           | Џоана Батерфилд                                 | Велика Британија                                | Рио де Жанеиро, Бразил                          | 11. септембар 2016.                             |
| Параолимпијски рекорд                               | 22,81                                           | Џоана Батерфилд                                 | Велика Британија                                | Рио де Жанеиро, Бразил                          | 11. септембар 2016.                             |

## Сатница
| Датум               | Време | Класа | Ниво   |
| ------------------- | ----- | ----- | ------ |
| 9. септембар 2016.  | 10:03 | Ф32   | Финале |
| 11. септембар 2016. | 17:33 | Ф51   | Финале |

Сва времена су по локалном времену (UTC+3)

## Освајачи медаља

### Класа Ф32
|                       |                      |                        |
| Мароуа Брахми · Тунис | Моуниа Гасми · Алжир | Гема Прескот · Немачка |

### Класа Ф51
|                                        |                      |                  |
| Џоана Батерфилд · Уједињено Краљевство | Зоја Овси · Украјина | Кеси Мичел · САД |

## Резултати

### Финале

#### Класа Ф32
Такмичење је одржано 9.9.2016. годину у 10:03,
| Плас. | Атлетичар      | Земља                     | Кл. | ЛР    | ЛРС   | 1.    | 2.    | 3.    | 4.    | 5.    | 6.    | Рез.  | Бел.   |
| ----- | -------------- | ------------------------- | --- | ----- | ----- | ----- | ----- | ----- | ----- | ----- | ----- | ----- | ------ |
|       | Мароуа Брахми  | Тунис                     | Ф32 | 24,15 | 23,02 | 22,33 | 23,33 | 24,41 | 23,96 | 24,15 | 26,93 | 26,93 | СР, ПР |
|       | Моуниа Гасми   | Алжир                     | Ф32 | 23,43 | 23,43 | 24,60 | 25,24 | 23,98 | 25,41 | 24,28 | x     | 25,41 | ЛР     |
|       | Гема Прескот   | Уједињено Краљевство      | Ф32 | 21,84 | 21,78 | 16,22 | x     | 19,77 | 15,86 | 17,78 | 16,18 | 19,77 |        |
| 4.    | Еби Хунисет    | Уједињено Краљевство      | Ф32 | 21,11 | 20,77 | 19,00 | x     | 15,66 | 16,80 | 16,39 | 12,94 | 19,00 |        |
| 5.    | Зенаб Албреики | Уједињени Арапски Емирати | Ф32 | 16,91 | 16,91 | 15,13 | 16,84 | 16,64 | 14,28 | 15,85 | 14,83 | 16,84 | ЛРС    |
| 6.    | Ноура Алктеби  | Уједињени Арапски Емирати | Ф32 | 17,13 | 17,13 | 15,97 | 14,67 | 14,98 | 15,41 | 13,53 | 15,60 | 15,97 |        |
| 7.    | Саида Наили    | Тунис                     | Ф32 | 21,46 | 15,67 | 14,97 | 14,22 | 13,48 | 13,93 | 14,61 | 15,13 | 15,13 |        |

#### Класа Ф51
Такмичење је одржано 11.9.2016. годину у 17:33,
| Плас. | Атлетичар       | Земља                | Кл. | ЛР    | ЛРС   | 1.    | 2.    | 3.    | 4.    | 5.    | 6.    | Рез.  | Бел.   |
| ----- | --------------- | -------------------- | --- | ----- | ----- | ----- | ----- | ----- | ----- | ----- | ----- | ----- | ------ |
|       | Џоана Батерфилд | Уједињено Краљевство | Ф51 | 22,75 | 22,75 | 22,60 | 22,81 | 22,33 | 19,57 | 20,92 | 21,48 | 22,81 | СР, ПР |
|       | Зоја Овси       | Украјина             | Ф51 | 13,20 | 13,20 | 21,50 | 22,18 | 21,59 | 21,29 | 21,84 | 22,21 | 22,21 | ЛР     |
|       | Кеси Мичел      | САД                  | Ф51 | 21,72 | 21,72 | x     | 19,78 | 21,84 | x     | 19,96 | 21,66 | 21,84 | ЛР     |
| 4.    | Кајли Гримес    | Уједињено Краљевство | Ф51 | 19,07 | 19,07 | 17,07 | 18,75 | x     | x     | 18,08 | x     | 18,75 |        |
| 5.    | Рејчел Морисон  | САД                  | Ф51 | 21,90 | 19,60 | 17,70 | x     | 18,32 | x     | x     | x     | 18,32 |        |
| 6.    | Дана-Гаје Велер | Јамајка              | Ф51 | 10,30 | 10,30 | 10,61 | 12,21 | x     | 9,97  | 11,00 | x     | 12,21 | ЛР     |
| 7.    | Зена Кол        | САД                  | Ф51 | 13,67 | 12,13 | 9,74  | 11,17 | 10,64 | 10,87 | 9,66  | 10,36 | 11,17 |        |